# Kenzie
Kenzie (韓語: 켄지 Kenji，1976年2月3日—)，本名金妍政 (韓語: 김연정，英語: Kim Yeon Jung)，是一位韩国K-POP歌曲作家和唱片製作人，也是韩国SM娛樂的作曲家，她為SM娛樂旗下的歌手和組合創作許多歌曲，包括少女時代、BoA、Red Velvet、aespa、东方神起、Super Junior、Isak N Jiyeon、天上智喜、SHINee、f(x)、EXO和NCT RIIZE 。

## 簡介
她就讀世界著名的音樂學院伯克利音樂學院，主修音乐产品和工程 (MP&E)。 雖然她為了進修搬到美國，但她的目標仍然是在她的祖國韓國當一個音樂製作人和作曲家。 儘管她接受了古典音樂的培訓，懂得弹鋼琴和吹小號，但她了解自己對流行音樂的熟識，和知道SM娛樂組合的成功，如S.E.S.和 H.O.T.。畢業後與SM娛樂創辦人李秀滿見面後，她便訂下與SM娛樂合作的目標。
她喜歡自己的歌曲是BoA的"My Name"，少女時代的"Oh!"，和f(x)的出道歌曲"La Cha Ta"。 對於未來的目標，她希望拓宽她在音樂領域的視野，美國和歐洲藝人合作，以進一步探索和展示多文化的音樂，包括西方和東方的影響.

## 外部連結
- Kenzie的Instagram帳戶